# Rhabdomastix septentrionalis
Rhabdomastix septentrionalis är en tvåvingeart som beskrevs av Alexander 1914. Rhabdomastix septentrionalis ingår i släktet Rhabdomastix och familjen småharkrankar.
Artens utbredningsområde är Costa Rica. Inga underarter finns listade i Catalogue of Life.